# 34714 Haozhang
34714 Haozhang è un asteroide della fascia principale. Scoperto nel 2001, presenta un'orbita caratterizzata da un semiasse maggiore pari a 2,662604 UA e da un'eccentricità di 0,105380, inclinata di 2,689870° rispetto all'eclittica.